# Hausbuch des Michael de Leone
Das Hausbuch des Michael de Leone, auch Würzburger Liederhandschrift genannt, ist eine deutsch-lateinische Sammelhandschrift, die in der zweiten Hälfte des 14. Jahrhunderts in Würzburg entstanden und von dem Würzburger Protonotar Michael Jude, genannt Michael de Leone (* um 1300; † 3. Januar 1355) herausgegeben worden ist. In der germanistischen Mediävistik wird sie mit der Sigle E bezeichnet.

## Beschreibung
Bei der sogenannten Würzburger Liederhandschrift handelt es sich um den zweiten Band des Hausbuchs des Michael de Leone. Der um 1300 in Würzburg geborene Michael de Leone (ursprünglich Michael Jude bzw. Michael Judde aus Mainz genannt) begann seine Karriere als kaiserlicher Notar in Würzburg nach seinem Studium an der Universität Bologna. Später arbeitete er dort als bischöflicher Protonotar. Nachdem er diesen Posten verlassen hatte, wurde er Scholastiker des Stifts Neumünster. Er erwarb in Würzburg 1332 den „Hof zum großen Löwen“ (in der heutigen Dominikanergasse), nach welchem er sich später benannte. Dieser diente als Familiensitz für ihn und seine Nachfahren. Das von ihm in Auftrag gegebene Hausbuch entstand zwischen 1345 und 1354 mutmaßlich mit der Intention, ein Nachschlagewerk für seine Nachfahren zu schaffen. Das Hausbuch sollte jeweils in den Besitz des aus der Familie stammenden Eigentümers des Löwenhofes übergehen. Es wurde, koordiniert durch Gyselher, den Schreiber Michaels, 1350 vorläufig fertiggestellt, aber in den folgenden Jahren noch laufend ergänzt. Einige der Nachträge stammen sogar aus der Zeit nach dem Tode Michaels de Leone 1355. Ursprünglich bestand das Hausbuch aus 33 Kapiteln, auf zwei Bände aufgeteilt. Das erste Kapitel des ersten Bandes wurde auch in den zweiten Band übertragen. Heute ist der erste Band verloren, es existieren nur noch einige Fragmente und Abschriften in anderen Schriften davon, zudem ist sein Inhaltsverzeichnis auch in dem noch erhaltenen zweiten Band aufgeführt. Der erste Band enthielt unter anderem den Der Renner von Hugo von Trimberg, eine beinahe 17.000 Verse umfassende Lehrdichtung.
Von Band 2, der Würzburger Liederhandschrift, sind heute noch 285 Pergamentblätter im Format 34,5 × 26,5 cm erhalten. Die Texte sind in gotischer Buchschrift, mit roter sowie schwarzer Tinte zweispaltig geschrieben und mit zusätzlichen Hinweisen, Überschriften und Kapitelzahlen versehen. An dem Schriftbild lässt sich erkennen, dass mehr als zwölf Schreiber daran gearbeitet haben. Michael de Leone war aktiv an der Gestaltung des Hausbuches beteiligt, was durch seine Randnotizen belegt wird. Die Handschrift enthält eine Sammlung mittelalterlicher deutscher und lateinischer Literatur, so zum Beispiel Gebete, Merkverse, Sentenzen und Rätsel. Bekannt (und deshalb auch so benannt) ist die Würzburger Liederhandschrift jedoch vor allem, weil sie auch Werke der mittelalterlichen Lyriker Walther von der Vogelweide und Reinmar dem Alten enthält. Insgesamt sind 376 Strophen der beiden Sänger überliefert, von denen einige in anderen Codices allerdings anderen Sängern zugesprochen werden. Denn obwohl jedem Lied der Autorenname vorangestellt ist, ist keine konstante Ordnung durchgeführt. Von der Liedersammlung fehlen sieben Blätter, was 50 weiteren Strophen entspricht.
Karl Lachmann hat für die Strophen 342–376 der beiden Sänger die Bezeichnung Sigle e eingeführt, geläufiger ist allerdings die Sigle E für die gesamte Liederhandschrift. Heute wird die Würzburger Liederhandschrift in der Universitätsbibliothek München aufbewahrt und hat die Signatur 2° Cod. ms. 731. Ein vollständiges Faksimile des Hausbuches sowie verschiedene Teilfaksimiles sind bereits herausgegeben worden.

## Inhalt des Zweiten Bandes (Auswahl)
- Register zu beiden Bänden[5]
- ABC, Gebete
- Freidank (Bescheidenheit)
- Lateinische Verse
- Grabinschriften
- Konrad von Würzburg (Die goldene Schmiede, Das Turnier von Nantes)
- Die Welt
- Honorius Augustodunensis (Elucidarium, Lucidarius)
- Daz buoch von guoter spise, das erste Kochbuch in deutscher Sprache
- Regimen sanitatis
- Weitere Diätetische Regeln und Aderlassvorschriften
- Die sechs Farben
- Liedersammlung
- Der König vom Odenwald
- Lateinische Verse
- Gedichte
- Sprüche
- Pestschriften
- Reden
- Pseudoaristotelische 'Physiognomie
- Würzburger Polizeisätze v. J. 1341–42, 1342, 1343 dt.
- Hermann von Schildesche
- De laudibus gestis Ottonis Wolfskehl
- Weitere Texte